# Пілішсенткерест
Пілішсенткерест — село в медьє Пешт, близько 20   км від Будапешта в горах Піліш. Назва означає «Святий Хрест у Піліші». Село населено переважно словаками і має також словацьку назву Млинки (словац. Mlynky).

## Історія
Територія Пілісенткерешта та навколишні землі були заселені ще в доісторичні часи — люди мешкали в сусідніх печерах, але пізніше вони покинули цю територію. За римських часів лісозаготівля була поширеною в навколишніх лісах.
Село було засноване угорцями у 12 столітті навколо цистерціанського абатства, яке саме було засноване 27 травня 1184 року. Абатство, а також село були знищені під час турецької окупації краю, під час нападу 7 вересня 1526 року. Деякі бенедиктинці, можливо, проживали тут після нападу, приблизно до 1541 року, коли вони нарешті покинули землі, щоб не підпасти під турецьку владу. Після звільнення угорцями земель від османської влади у 1747 р. сюди прибула група словацьких мігрантів з сусіднього Пілішсанто. Пізніше більше словаків приїхали з усього Угорського Королівства, але багато хто виїхав у 1782 році. На їхнє місце у 1785 році прибули німецькі (переважно швабські) переселенці.
За переписом 2001 року 54,6 % всього населення або приблизно 1170 осіб оголосили себе етнічними словаками . Наразі село є єдиним в Угорщині, де етнічні словаки складають більшість.
У 2011 р. тут відбувся 11-й Світовий конгрес русинів.

## Відомі люди
Королева Гертруда Меранська (д. 1213) похована на кладовищі місцевого абатства.